# NGC 341
NGC 341 je galaksija u zviježđu Kit.

## Vanjske poveznice
- SEDS: NGC 341